# Nephtys
Pour les articles homonymes, voir Nephtys (homonymie).
Nephtys, Nebt-Het ou Neb-Hout qui signifie « La Dame (ou Maîtresse) du château », est une déesse de la mythologie égyptienne ; elle est la déesse protectrice des morts en veillant sur le sarcophage, déesse funéraire aux côtés de Hâpi, avec qui elle est associée pour protéger le vase canope contenant les poumons du défunt.

## Dénomination

### Hiéroglyphes
Nephtys ou Nephthys, est la forme grecque (grec ancien : Νέφθυς) de l'épithète égyptien Nb.t-ḥw.t (translittérée en Nebet-Hout, Nebet-Het ou Nebt-Het). Son nom s'écrit avec une combinaison de signes pour l'enceinte sacrée du temple (ḥw.t) et du signe pour maîtresse ou dame (nb) au-dessus du signe de l'enceinte. Il s'agit du signe O9 de la liste de Gardiner.

### Étymologie
L'origine de la déesse Nephtys n'est pas claire, mais la traduction littérale de son nom Nb.t-ḥw.t est généralement donnée comme « Dame (ou Maîtresse) de la maison », ce qui a amené certains à l'identifier par erreur avec la notion de femme au foyer ou comme la principale dame qui dirigeait un foyer domestique. Il s'agit d'une erreur répandue dans de nombreux commentaires concernant cette divinité. Son nom signifie précisément « Dame de l'enceinte [du temple] », ce qui l'associe au rôle de prêtresse.
Ce titre, qui est peut-être plus une épithète décrivant sa fonction qu'un prénom, indique probablement l'association de Nephtys avec un temple particulier ou un aspect spécifique du rituel du temple égyptien. Avec sa sœur Isis, Nephtys représentait le pylône du temple (bḫnt), où se trouvait également le mât de l'oriflamme. Cette entrée symbolisait l'horizon ou akhet.

## Représentations
Nephtys est le plus souvent figurée comme une déesse anthropomorphe, dépeinte comme une femme à la poitrine dénudée et vêtue d'une longue robe moulante à bretelles, avec la tête couronnée par le signe hiéroglyphique O9 de la liste de Gardiner servant à écrire son nom. Cela permet de la distinguer d'Isis avec qui elle est souvent représentée, cette dernière a de son côté la tête couronnée par le signe hiéroglyphique du trône royal (signe Q1 de la liste de Gardiner). Comme d'autres divinités, Nephtys peut tenir dans une main le hiéroglyphe Ânkh, symbole du souffle de vie et, dans l'autre main, le sceptre Ouas, symbole de la puissance divine.
Dans son rôle funéraire, Nephtys était souvent représentée sous la forme d'un milan ou d'une femme avec des ailes de faucon, généralement déployées comme symbole de protection. L'association de Nephtys avec le milan ou le faucon égyptien (et ses cris perçants et pleureurs) rappelait évidemment aux anciens les lamentations habituellement offertes pour les morts par les femmes en pleurs. À ce titre, il est facile de comprendre comment Nephtys pouvait être associée à la mort et à la putréfaction dans les Textes des pyramides.

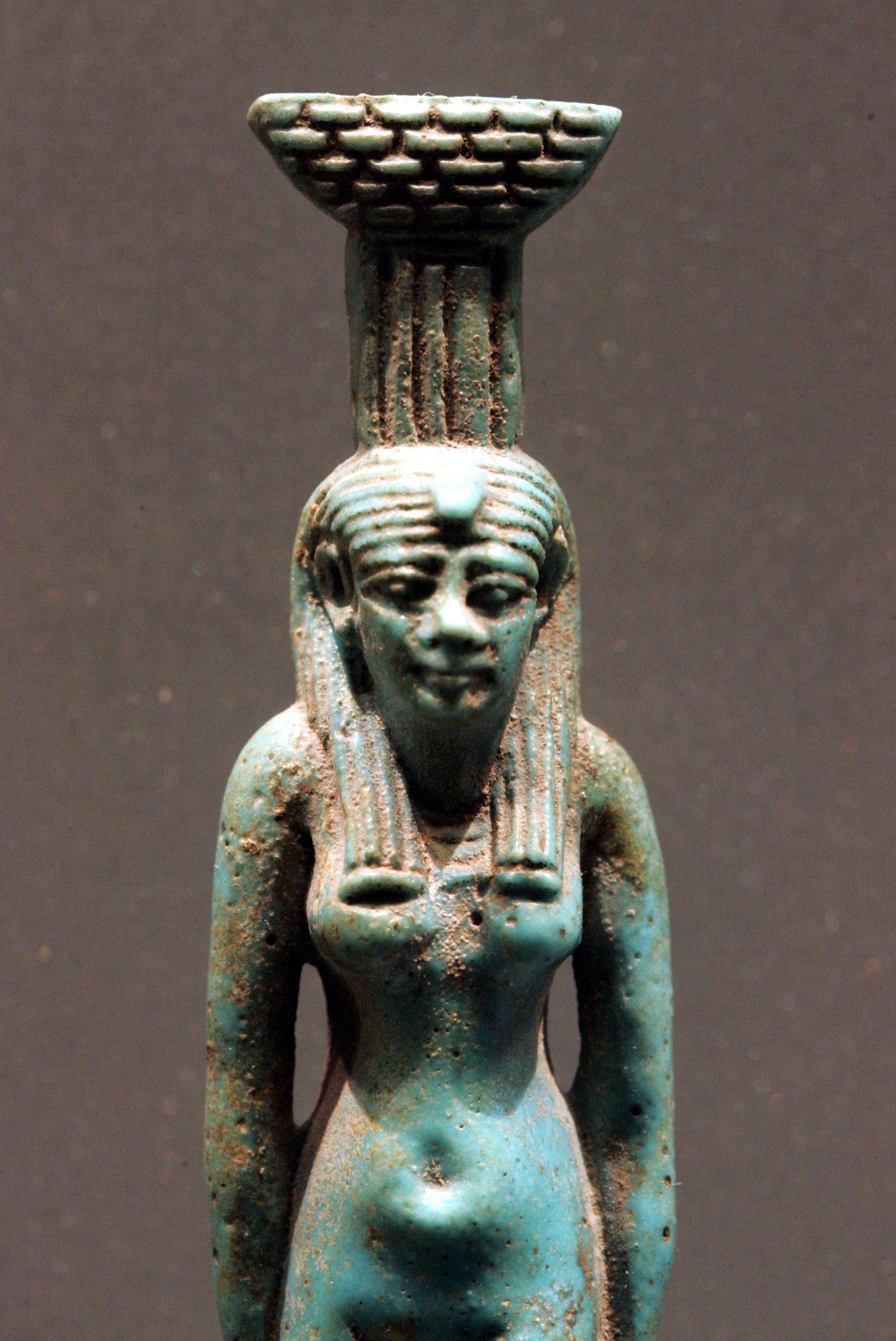
Statuette de Nephtys - Basse époque – Musée du Louvre, Paris, France.
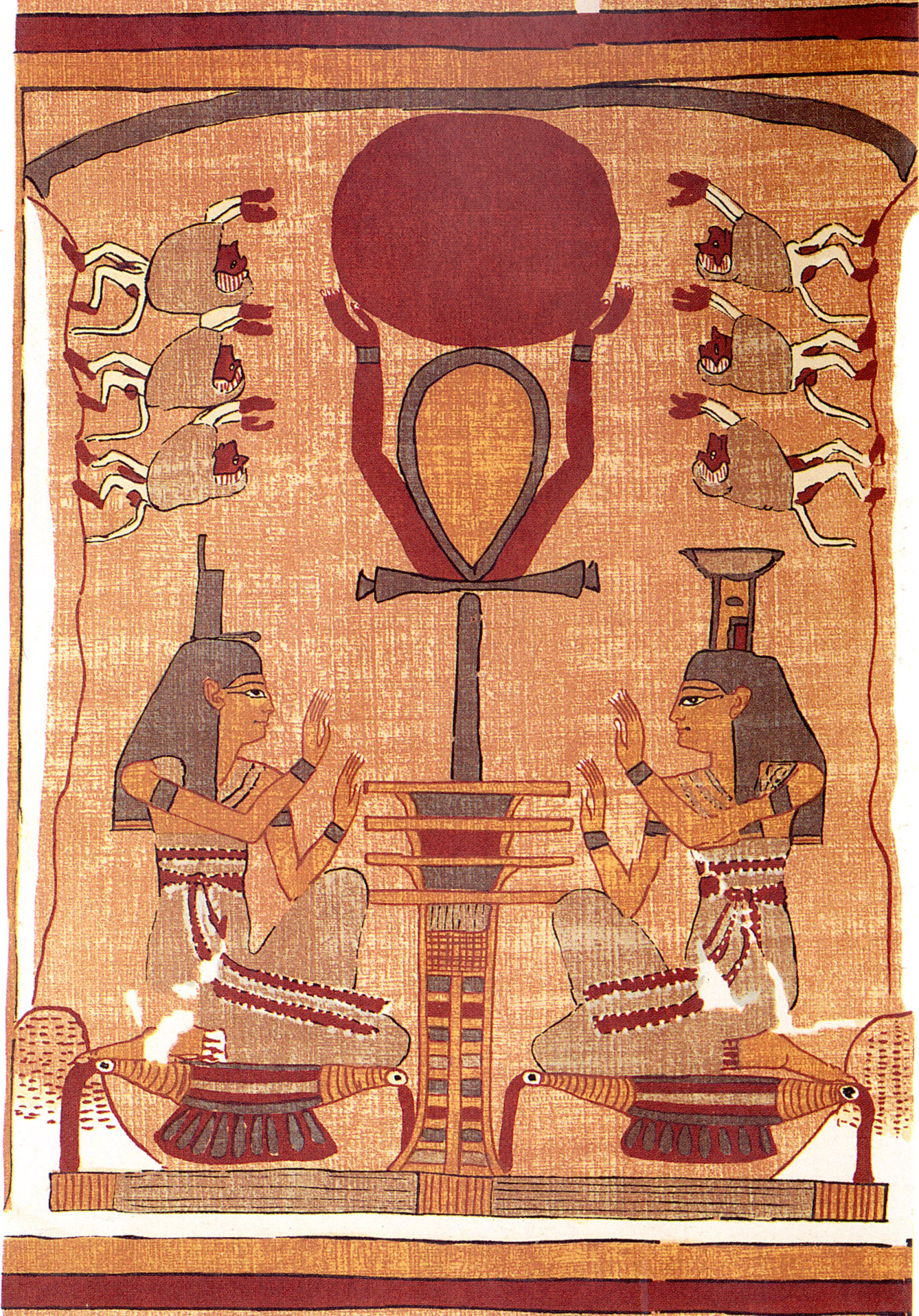
Nephtys (droite) et Isis (gauche) - Papyrus d'Ani, XVIIIe dynastie - British Museum, Londres, Royaume-Uni.
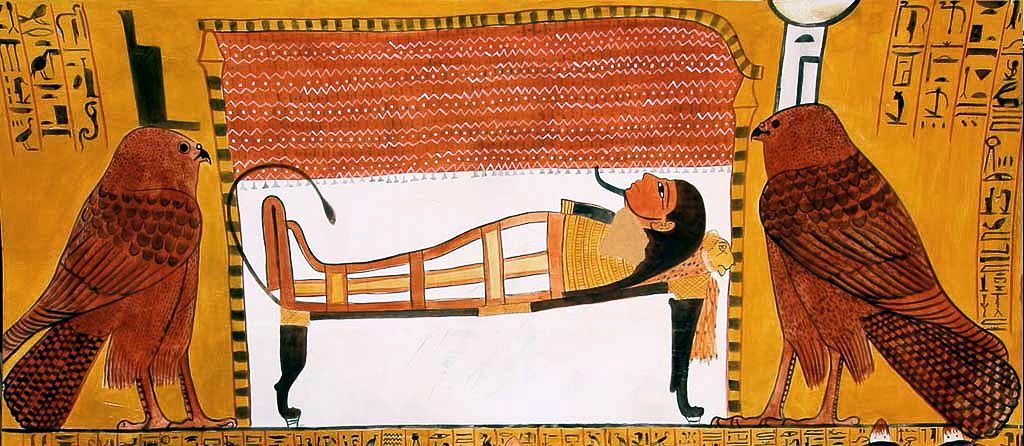
Nephtys (droite) et Isis (gauche) en tant que milans près du défunt Sennedjem - Tombe de Sennedjem, XIXe dynastie.
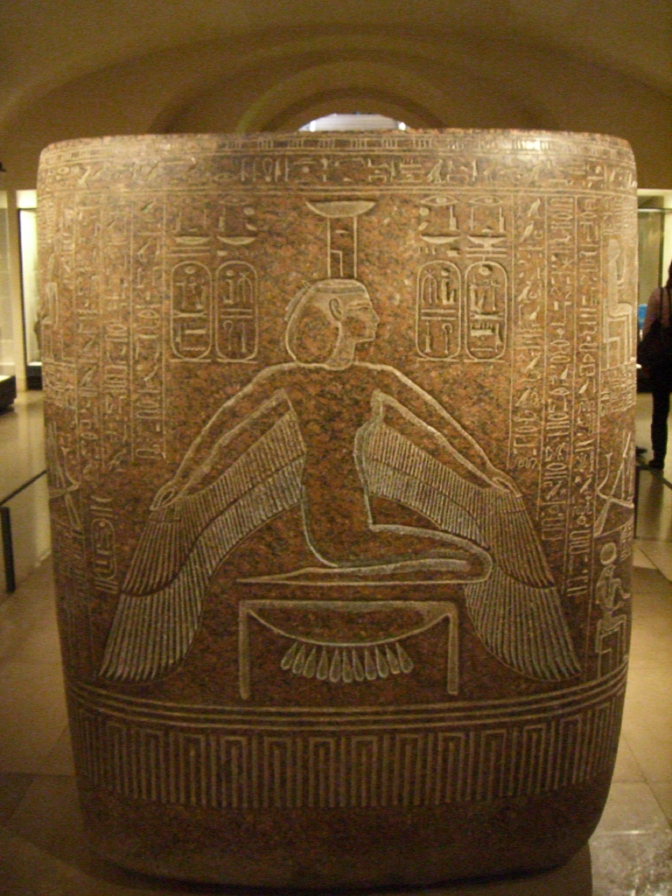
Nephtys ailée - Sarcophage externe en granit rouge de Ramsès III, XXe dynastie - Musée du Louvre, Paris, France.

## Fonction
À l'époque des textes des pyramides de la Ve dynastie, Nephtys apparaît comme une déesse de l'Ennéade héliopolitaine. Elle est la fille de Geb et de Nout, sœur d'Isis, d'Osiris et de Seth dont elle est également l’épouse. En tant que sœur d'Isis et surtout d'Osiris, Nephtys est une déesse protectrice qui symbolise l'expérience de la mort, tout comme Isis représentait l'expérience de la naissance. Ainsi, dans les Textes des pyramides se trouve la formule suivante :
« Montez et descendez ; descendez avec Nephtys, plongez dans les ténèbres avec l'écorce de la nuit. Montez et descendez ; montez avec Isis, levez-vous avec l'écorce du jour. »
— Textes des pyramides, énoncé 222, ligne 210.
Nephtys était généralement associée à sa sœur Isis dans les rites funéraires en raison de leur rôle de protectrices de la momie et du dieu Osiris. En tant que déesse mortuaire comme Isis, Neith et Serket, Nephtys était l'une des protectrices des vases canopes, elle protégeait celui d'Hâpi, l'un des fils d'Horus, qui gardait les poumons embaumés. C'est ainsi que nous trouvons Nephtys dotée de l'épithète « Nephtys du lit de vie » en référence directe à ses priorités régénératrices sur la table d'embaumement. Dans la ville de Memphis, Nephtys était dûment honorée du titre de « Reine de l'atelier d'embaumement » et y était associée au dieu à tête de chacal Anubis comme protecteur.
Nephtys était clairement considérée comme une force morbide mais cruciale de la transition céleste, c'est-à-dire que le pharaon devient fort pour son voyage dans l'au-delà grâce à l'intervention d'Isis et de Nephtys. Le même pouvoir divin pouvait être appliqué plus tard à tous les morts, qui étaient invités à considérer Nephtys comme une compagne nécessaire. Selon les Textes des pyramides, Nephtys, avec Isis, était une force devant laquelle les démons tremblaient de peur et dont les sorts magiques étaient nécessaires pour naviguer dans les différents niveaux de Douât, comme on appelait la région de l'au-delà.
Nephtys était connue dans certaines théologies et cosmologies des temples de l'Égypte ancienne sous le nom de « Déesse secourable » ou « Déesse excellente ». Ces textes des temples de l'Égypte ancienne tardive décrivent une déesse qui représentait l'assistance divine et la tutelle protectrice. En tant que principale mère nourricière du dieu pharaonique incarné, Horus, Nephtys était également considérée comme la nourrice du roi régnant lui-même. Bien que d'autres déesses puissent assumer ce rôle, Nephtys était le plus souvent représentée dans cette fonction. En revanche, Nephtys est parfois présentée comme une divinité plutôt féroce et dangereuse, capable d'incinérer les ennemis du pharaon avec son souffle ardent,
Les pharaons ramessides du Nouvel Empire, en particulier, étaient épris de Mère Nephtys, comme l'attestent diverses stèles et une multitude d'inscriptions au temple de Karnak et à Louxor, où Nephtys était membre de l'Ennéade de cette grande ville et où ses autels étaient présents dans le complexe massif.
Les talents de guérisseuse de Nephtys et son statut de contrepartie directe d'Isis, imprégnée, comme sa sœur, de mots de pouvoir, sont attestés par l'abondance d'amulettes en faïence sculptées à son effigie et par sa présence dans divers papyri magiques qui cherchaient à invoquer ses célèbres qualités altruistes pour aider les mortels.
Nephtys était également considérée comme une divinité festive dont les rites pouvaient imposer une consommation généreuse de bière. Sur divers reliefs d'Edfou, de Dendérah et de Behbeit El Hagar, Nephtys est représentée recevant du roi de somptueuses offrandes de bière qu'elle rendait en utilisant son pouvoir de déesse de la bière pour que [le pharaon] ait de la joie sans gueule de bois. Ailleurs à Edfou, par exemple, Nephtys est une déesse qui donne au pharaon le pouvoir de voir ce qui est caché par la lumière de la lune. Cela correspond bien aux thèmes textuels plus généraux qui considèrent Nephtys comme une déesse dont le domaine unique était l'obscurité ou les bords périlleux du désert.
Nephtys pourrait également apparaître comme l'une des déesses qui assistent à l'accouchement. Un ancien mythe égyptien conservé dans le papyrus Westcar raconte l'histoire d'Isis, de Nephtys, de Meskhenet et de Héqet, déguisées en danseuses ambulantes, qui assistent l'épouse d'un prêtre d'Amon-Rê alors qu'elle se prépare à donner naissance à des fils destinés à la gloire et à la fortune.

## Mythologie et position dans le panthéon
Elle est la fille de Geb et de Nout, sœur d'Isis, d'Osiris et de Seth dont elle est également l’épouse. Avec Isis, qu’elle aida à reconstituer le corps démembré de son époux Osiris, elle était l'un des deux « milans » ou oiseaux hurleurs, qui semblaient émettre des lamentations funèbres. Dans certains mythes, Nephtys est considérée comme la mère de la divinité funéraire Anubis (Inpou),, même s'il est également décrit comme le fils de Bastet, ou d'Isis. Elle est parfois considérée comme l'amante d'Osiris de qui elle aurait eu Anubis.

### Nephtys et Seth
Bien qu'il ait été communément admis que Nephtys était mariée à Seth et qu'ils avaient un fils, Anubis, de récentes recherches égyptologiques ont remis en question cette hypothèse. Jessica Levai note que si le De Iside et Osiride de Plutarque mentionne le mariage des deux divinités, il y a très peu de liens spécifiques entre Nephtys et Seth dans les premières sources égyptiennes. Selon elle, les preuves suggèrent que si le mariage de Nephtys avec Seth faisait partie de la mythologie égyptienne, il ne faisait pas partie du mythe du meurtre et de la résurrection d'Osiris, elle n'était pas associée à Seth le méchant, mais à l'autre aspect de Seth, la figure bienveillante qui était le tueur d'Apophis, c'est cet aspect de Seth qui était vénéré dans les oasis occidentales à l'époque romaine, où il est représenté avec Nephtys comme co-dirigeant.

### Nephtys et Isis
C'est Nephtys qui aide Isis à rassembler et à pleurer les parties démembrées du corps d'Osiris après son meurtre par l'envieux Seth. Nephtys est également la nourrice et la gardienne vigilante de l'enfant Horus. Les Textes des pyramides désignent Isis comme la mère biologique et Nephtys comme la mère nourricière d'Horus. Il est attesté que Nephtys était l'un des quatre grands chefs régnant dans le centre de culte osirien de Bousiris dans le Delta et elle semble avoir occupé une position honorifique dans la ville sainte d'Abydos. Aucun culte n'est attesté pour elle là-bas, bien qu'elle ait certainement figuré comme une déesse de grande importance dans les rites annuels organisés, dans lesquels deux femmes ou prêtresses choisies jouaient les rôles d'Isis et de Nephtys et exécutaient les « Lamentations d'Isis et de Nephtys » élaborées. À Abydos, Nephtys rejoignait Isis en tant que pleureuse dans le sanctuaire connu sous le nom d'Osireion. Ces « chants de fête d'Isis et de Nephtys » étaient des éléments rituels de nombreux rites osiriens dans les principaux centres de culte de l'Égypte ancienne.

## Lieux de cultes
Son sanctuaire principal se trouve à Héliopolis où elle fait partie de la grande Ennéade. Elle est vénérée aussi, à l'époque gréco-romaine, à Kom Mer (ou Kômir, Haute-Égypte), associée à Anoukis (Anqet en égyptien). Dans le temple d'Edfou, une fête, « Le cœur de Nephtys se réjouit », était célébrée le 28e jour du mois pharmouti de la saison peret. Nephtys était plus largement et habituellement vénérée dans l'Égypte ancienne dans le cadre d'un consortium de divinités de temple. Il n'est donc pas surprenant de trouver des images de son culte dans l'entourage divin des temples de Kharga, Kellis, Coptos, Dendérah, Philæ, Sebennytos, Bousiris, Shenhur, El Qa'la, Létopolis, Héliopolis, Abydos, Thèbes, l'oasis de Dakhla, et même dans toute l'Égypte. Dans la plupart des cas, Nephtys trouve sa place typique au sein d'une triade aux côtés d'Osiris et d'Isis, d'Isis et d'Horus, d'Isis et de Min, ou au sein d'un quatuor de divinités.

### Déesse suprême du7enomede Haute-Égypte
Nephtys était considérée comme l'unique protectrice de l'oiseau Bénou. Ce rôle peut provenir d'une association précoce avec sa ville natale, Héliopolis, qui était renommée pour son temple « Maison de Bénou ». Dans ce rôle, Nephtys a reçu le nom de Nephthys-Kheresket dans de nombreux textes des temples d'Edfou, de Dendérah, de Philæ, de Kôm Ombo, d'El Qa'la, d'Esna et d'autres encore qui corroborent l'identification tardive de Nephtys comme déesse suprême du 7e nome de Haute-Égypte, où un autre sanctuaire existait en l'honneur du Bénou. Nephtys était également la déesse de la « Demeure du Sistre » à Hout-Sekhem, la ville principale de ce 7e nome. Là, Nephtys était la principale protectrice de la relique osirienne résidente, de l'oiseau Bénou, et de la manifestation locale d'Horus/Osiris, le dieu Néferhotep

### Temples au Nouvel Empire
Les pharaons ramessides étaient particulièrement attachés aux prérogatives de Seth et, à la XIXe dynastie, un temple de Nephtys appelé « Maison de Nephtys de Ramsès-Meriamon » fut construit ou rénové dans la ville de Seper-Merou, à mi-chemin entre Oxyrhynque et Héracléopolis Magna, à la périphérie du Fayoum et tout près du site moderne de Deshasheh. Ici, comme le note le papyrus Wilbour dans ses nombreux registres d'impôts et d'évaluations foncières, le temple de Nephtys était une fondation spécifique de Ramsès II, située à proximité (ou dans) l'enceinte de l'enclos de Seth. Ce qui est certain, c'est que la « Maison de Nephtys » était l'un des cinquante temples individuels, propriétaires de terres, délimités pour cette partie du district de la Moyenne-Égypte dans le papyrus Wilbour. Les champs et autres possessions appartenant au temple de Nephtys étaient sous l'autorité de deux prophètes de Nephtys (nommés Penpmer et Merybarse) et d'un prêtre-ouâb (mentionné) de la déesse. Bien que certainement affilié à la « Maison de Seth », le temple de Nephtys à Seper-Merou et les terres qui lui étaient attribuées (plusieurs hectares) étaient clairement sous une administration distincte de l'institution de Seth. Le temple de Nephtys était donc une entité indépendante. Selon le papyrus Wilbour, une autre « Maison de Nephtys de Ramsès-Meriamon » semble avoir existé au nord, dans la ville de Sou, plus proche de la région du Fayoum. En tant que « Nephtys de Ramsès-Meriamun », la déesse et ses sanctuaires étaient sous l'aval particulier de Ramsès II. Les fondations des temples de Seth et de Nephtys à Seper-Merou ont finalement été découvertes et identifiées dans les années 1980 et le temple de Nephtys était un complexe de temples autonomes dans l'enceinte de Seth.
Un autre temple de Nephtys semble avoir existé dans la ville de Punodjem. Le papyrus Bologna rapporte une plainte déposée par un prophète du temple de Seth dans cette ville, concernant des impôts indus à son égard. Après avoir lancé un appel introductif à Rê-Horakhty, Seth et Nephtys pour que le vizir royal règle cette question, le prophète (nommé Pra'emhab) se plaint de sa charge de travail. Il note  qu'il administre la « Maison de Seth » et ajoute : Je suis également responsable du navire, et de même je suis responsable de la Maison de Nephtys, ainsi que d'un tas d'autres temples.
Il ne fait guère de doute qu'un culte de Nephtys existait dans le temple et la grande ville d'Héracléopolis Magna, au nord de Seper-Merou. Une statue presque grandeur nature de Nephtys (actuellement conservée au Louvre) présente une inscription curieusement modifiée. La statue en basalte se trouvait à l'origine à Médinet Habou dans le cadre de la célébration cultuelle de la fête-Sed pharaonique, mais elle a été transférée à un moment donné à Héracléopolis dans le temple d'Harsaphes. L'inscription de l'image cultuelle était à l'origine Nephtys, la plus importante de la [fête]-Sed dans le kiosque des Annales (à Médinet-Habou), mais elle a été réinscrite ou dédiée à Nephtys, la plus importante des [kiosques] d'Hérakléopolis. Un prophète de Nephtys est en effet attesté pour la ville d'Héracléopolis à la XXe dynastie.

## Musique
Nephté, tragédie lyrique en trois actes, musique de Jean-Baptiste Moyne, livret de François-Benoît Hoffmann, le 15 décembre 1789 à l’Académie Royale de Musique (Opéra de Paris).